# Peckoltia brevis
Пеколтія коротка (Peckoltia brevis) — вид риб з роду Peckoltia родини Лорікарієві ряду сомоподібні.

## Опис
Загальна довжина сягає 11,4 см. Спостерігається статевий диморфізм: самиці дещо більші за самців. Голова велика, морда трохи витягнута. Очі помірно великі з райдужною оболонкою. Є бічний гребінь. Рот являє собою «присоску». Зуби щіткоподібні, на обох щелеп мають однаковий розмір. Тулуб кремезний, подовжений, вкрито кістковими пластинками. У самців хвостове стебло і хвостовий плавець вкрито колючками, у самиць хвостове стебло гладеньке. Спинний плавець високий, доволі довгий. Жировий плавець невеличкий. Грудні плавці широкі. У самців спинний та грудні плавці з одонтодами (шкіряними зубчики). Черевні трохи менше за останні. Анальний плавець маленький, скошений. Хвостовий плавець широкий, з вирізом.
Забарвлення кремово-кавове до бежевого кольору з нерегулярними 3—5 поперечними темно-коричневими смугами. На голові багато дрібних темних плям.

## Спосіб життя
Воліє до прісної та каламутної води. Зустрічаються на швидких ділянках річок з кам'янистим дном. Активна в присмерку та вночі. Живиться личинками комах, дрібними ракоподібними, частково водоростями.
Нерест груповий: 1 самець і 2 самиці. Самиця відкладає ікру в норах.

## Розповсюдження
Мешкає у басейнах річок Пурус, Укаялі, Журуа.